# Drei-Säulen-Modell (Nachhaltigkeit)

Verschiedene Modelle der Nachhaltigkeit (Drei-Säulen-Modell und Vorrangmodell)

Das Drei-Säulen-Modell der nachhaltigen Entwicklung (oft auch „Drei-Säulen-Prinzip der nachhaltigen Entwicklung“ oder „Drei-Säulen-Konzept der nachhaltigen Entwicklung“) geht von der Vorstellung aus, dass nachhaltige Entwicklung nur durch das gleichzeitige und gleichberechtigte Umsetzen von umweltbezogenen, wirtschaftlichen und sozialen Zielen erreicht werden kann. Nur auf diese Weise kann die ökologische, ökonomische und soziale Leistungsfähigkeit einer Gesellschaft sichergestellt und verbessert werden. Die drei Aspekte bedingen dabei einander.

## Definition
Anschließend an den Brundtland-Bericht der Weltkommission für Umwelt und Entwicklung der Vereinten Nationen beschreibt die Enquete-Kommission des Deutschen Bundestages „Schutz des Menschen und der Umwelt“ Nachhaltigkeit als die Konzeption einer dauerhaft zukunftsfähigen Entwicklung der ökonomischen, ökologischen und sozialen Dimension menschlicher Existenz. Diese drei Bereiche („areas“, der Brundtland-Bericht verwendet die Metapher der Säule nicht) der Nachhaltigkeit stehen miteinander in Wechselwirkung und bedürfen langfristig einer ausgewogenen Koordination.
Mit diesen drei Dimensionen der Nachhaltigkeit sind im Wesentlichen gemeint:
- Ökologische Nachhaltigkeit: Sie orientiert sich am stärksten am ursprünglichen Gedanken, keinen Raubbau an der Natur zu betreiben. Ökologisch nachhaltig wäre eine Lebensweise, die die natürlichen Lebensgrundlagen nur in dem Maße beansprucht, wie diese sich regenerieren.
- Ökonomische Nachhaltigkeit: Eine Gesellschaft sollte wirtschaftlich nicht über ihre Verhältnisse leben, da dies zwangsläufig zu Einbußen der nachkommenden Generationen führen würde. Allgemein gilt eine Wirtschaftsweise dann als nachhaltig, wenn sie dauerhaft betrieben werden kann.
- Soziale Nachhaltigkeit: Ein Staat oder eine Gesellschaft sollte so organisiert sein, dass sich die sozialen Spannungen in Grenzen halten und Konflikte nicht eskalieren, sondern auf friedlichem und zivilem Wege ausgetragen werden können.

## Entstehung des Drei-Säulen-Modells
Der exakte Ursprung des Drei-Säulen-Modells ist nicht genau auszumachen. Der Oldenburger Professor Bernd Heins reklamiert für sich die Urheberschaft des Modells aus dem Jahr 1994. Andererseits wird ein vergleichbares Nachhaltigkeitsverständnis bereits 1994 in der internationalen Debatte nachgewiesen; die oben erwähnte Enquete-Kommission des Deutschen Bundestages beschreibt ein vergleichbares integratives Verständnis von Nachhaltigkeit bereits für den Bericht der Brundtland-Kommission.
Das Drei-Säulen-Modell bzw. das magische Dreieck der Nachhaltigkeit wurde durch den Verband der Chemischen Industrie (VCI) in die Diskussion der oben erwähnten Enquete-Kommission eingebracht. Bereits 1996 forderte dieser, dass „wirtschaftliche, ökologische und soziale Aspekte gleichrangig berücksichtigt werden. Wir betrachten Sustainable Development also nicht als ein einseitiges ökologisches, sondern als ein ganzheitliches Zukunftskonzept. Denn jeder dieser drei Bereiche trägt dazu bei, dass eine langfristige und tragfähige Entwicklung möglich wird.“
Der VCI präzisierte sein Modell in der 1997 vorgestellten Studie Bausteine für ein zukunftsfähiges Deutschland. Diese Studie war die Gegenstudie der berühmten Studie Zukunftsfähiges Deutschland. Ein Beitrag zu einer global nachhaltigen Entwicklung des Wuppertal Instituts und basierte auf einem Konzept der schwachen nachhaltigen Entwicklung.
Breiten Eingang in die Öffentlichkeit fand das Drei-Säulen-Modell dann durch oben bereits zitierten, 1998 vorgelegten Abschlussbericht der Enquete-Kommission „Schutz des Menschen und der Umwelt“. Für die Kommission war es attraktiv, weil dadurch ein am Kriterium der Machbarkeit orientiertes Bild der nachhaltigen Entwicklung möglich war.
Der Sachverständigenrat für Umweltfragen (SRU) stellt in seinem Gutachten 2008 fest, dass sich das Drei-Säulen-Konzept international durchgesetzt habe und dass das ehemals „restriktive Verständnis von Umweltpolitik“ einem integrierten und synergistischen Verständnis gewichen sei.

## Verwendung und Wirkung
Von 1998 an fand das Drei-Säulen-Modell der Nachhaltigen Entwicklung große Verbreitung. International wurde der Akzent stärker auf die Entwicklungsproblematik gesetzt, beispielsweise in der Abschlusserklärung des Weltgipfels von Johannesburg 2002:

„Thirty years ago, in Stockholm, we agreed on the urgent need to respond to the problem of environmental deterioration. Ten years ago, at the United Nations Conference on Environment and Development, held in Rio de Janeiro, we agreed that the protection of the environment, and social and economic development are fundamental to sustainable development, based on the Rio Principles. To achieve such development, we adopted the global programme, Agenda 21, and the Rio Declaration, to which we reaffirm our commitment. The Rio Summit was a significant milestone that set a new agenda for sustainable development.“

Die Drei Säulen der nachhaltigen Entwicklung werden vielfach um eine vierte – die der politischen Umsetzungsebene – erweitert. In der deutschen Politik wird die Bildungsperspektive besonders betont. Ein Bundestagsantrag aller Parteien unterstreicht die Priorität von Bildung in diesem Kontext.
Für den Diskurs um nachhaltige Entwicklung war das Drei-Säulen-Modell „stilbildend“. Es verlangte von den ökologischen, ökonomischen und sozialen Akteuren die wechselseitige Akzeptanz der jeweiligen Interessen. Dadurch richtete sich der Fokus des Nachhaltigkeitsdiskurses „auf die mit der Nachhaltigkeitsdebatte verknüpften institutionellen Innovationen, auf die Bedeutung konsensorientierter, dialogischpartizipativer Verfahren für die Konkretisierung und Umsetzung des Leitbilds nachhaltiger Entwicklung.“ Somit trug seine Entwicklung auch zu einer „Aufwertung der Umweltbelange“ bei, da es deren Gleichrangigkeit gegenüber ökonomischen und sozialen Themen feststellt.

## Kritik am Drei-Säulen-Modell

### Operationalisierbarkeit
Das Drei-Säulen-Modell ist in der Fachwelt umstritten. Kritiker bemängeln vor allem, dass es sich schlecht operationalisieren lasse und sich aus ihm kaum praktische Konsequenzen ableiten ließen. So hat sich die Enquete-Kommission des Deutschen Bundestages nicht festgelegt, ob das Leitbild der nachhaltigen Entwicklung weiterhin vorrangig der Erhaltung von Naturkapital dient oder diese langfristigen Ziele immer an tatsächlich machbare kurzfristige Ziele gekoppelt sind, um so das gegenwärtige Entwicklungsmodell zu erhalten.
Der Sachverständigenrat für Umweltfragen (SRU) sprach in seinem Gutachten 2002 dem Drei-Säulen-Modell die Orientierungsfunktion ab, weil es zu einem dreispaltigen Wunschzettel verkomme, in das jeder Akteur seine Anliegen eintragen könne. Dies führe aber zu einer „Hyperkomplexität, die das arbeitsteilige politische System überfordert“.

### Unklare Gewichtung in der Zielsetzung: Starke und schwache Nachhaltigkeit
Aus Sicht vieler Kritiker beschreibt das Modell die ökonomische, ökologische und soziale Nachhaltigkeit als einander gleichrangig; tatsächlich dagegen müsse das Ziel der ökologischen Nachhaltigkeit Vorrang genießen, da der Schutz der natürlichen Lebensbedingungen die Grundvoraussetzung auch für ökonomische und soziale Stabilität sei.
Die wissenschaftliche Nachhaltigkeitsdiskussion unterscheidet in dem Zusammenhang zwischen „schwacher“ und „starker“ Nachhaltigkeit. „Schwache Nachhaltigkeit“ bezeichnet die Vorstellung, dass sich ökologische, ökonomische und soziale Ressourcen gegeneinander aufwiegen lassen. So wäre es im Rahmen schwacher Nachhaltigkeit zum Beispiel akzeptabel, dass Naturressourcen und damit Naturkapital erschöpft würden, wenn dem dafür angemessene Mengen an geschaffenem Humankapital oder Sachkapital gegenüberstehen. Ökonomie und Ökologie sind hier gleichrangig.
Starke Nachhaltigkeit bedeutet, dass Naturkapital nur sehr beschränkt bzw. gar nicht ersetzbar durch Human- oder Sachkapital ist. Diesem Ansatz entspricht z. B. das Umweltraum-Konzept, der bekannte ökologische Fußabdruck oder das „Leitplankenmodell“. Ihm zufolge bilden die ökologischen Parameter, die langfristig stabile Lebensbedingungen auf der Erde sichern, einen Entwicklungskorridor, der unbedingt zu beachten ist. Nur innerhalb dieses Korridors besteht ein Spielraum zur Umsetzung wirtschaftlicher und sozialer Ziele.
Aus Sicht von Kritikern redet das Drei-Säulen-Modell einer schwachen nachhaltigen Entwicklung das Wort. So kritisiert der Sachverständigenrat, dass das Drei-Säulen-Modell die wechselseitige Integration von ökonomischen, ökologischen und sozialen Belangen fordere. Es stehe somit im Widerspruch zum sogenannten Querschnittprinzip der Umweltpolitik, das auch im Vertrag von Amsterdam verankert wurde und das zunächst die Integration von Umweltbelangen in alle Politikbereiche fordere.
Der SRU empfahl daher 2002 den Abschied vom Drei-Säulen-Modell und stattdessen das „besser handhabbare“ Prinzip der Integration der Umweltbelange zu verwenden. Dieses trage der Tatsache Rechnung, dass im Umweltschutz im Vergleich zur Umsetzung ökonomischer und sozialer Ziele der größte Nachholbedarf bestehe und im Hinblick auf die langfristige Stabilisierung der ökologischen Grundlagen die größten Defizite vorlägen.
Der SRU kritisierte auch, dass die isolierte Anwendung des Nachhaltigkeitsbegriffs auf die Teilbereiche Ökologie, Ökonomie und Soziales die Vorstellung weckten, dass sich ökologische, ökonomische und soziale Nachhaltigkeit unabhängig voneinander realisieren ließen und so die integrative Funktion der Nachhaltigkeitsidee untergraben werde (vgl. SRU 1994, Tz. 19).

### Fehlende globale Dimension
Im Rahmen einer Studie des Forschungszentrums Karlsruhe wurde das Konzept der Enquete-Kommission ergänzt:
„Im Gegensatz zu dem von vornherein auf Deutschland beschränkten Operationalisierungsansatz der Enquete-Kommission wird im HGF-Projekt zunächst versucht, Mindestvoraussetzungen für eine nachhaltige Entwicklung zu formulieren, die unabhängig vom nationalen Kontext sind. Da diese Mindestbedingungen globalisierbar sein sollen, müssen sie konsequenterweise beiden Zielsetzungen des Leitbilds, also sowohl der Bestandserhaltungs- wie der Entwicklungsperspektive Rechnung tragen“

### Grundsätzliche Kritik am Nachhaltigkeitsdiskurs
Generell handelt Nachhaltigkeit davon, die menschliche Arbeit stärker nicht nur auf Generationengerechtigkeit, sondern zusätzlich auch auf globale Gerechtigkeit hin auszurichten. Ob es angesichts dieser Ausrichtung wirklich angebracht ist, von „drei Säulen“ zu sprechen (und ob nicht wesentliche Teile der „wirtschaftlichen“ und „sozialen“ Seite gar nichts mit Nachhaltigkeit zu tun haben), ist dabei nicht der einzige strittige Punkt. Ebenso wird der gängigen Debatte vorgeworfen, sie blende zu sehr die Hintergrundfrage aus, warum überhaupt künftige Generationen sowie Menschen in anderen Erdteilen stärker Beachtung finden sollten.

### Fortbestehende Basis
Trotz der vielfachen Kritik am Drei-Säulen-Modell konnte sich bislang kein anderes Modell durchsetzen. In fast allen Definitionen einer „nachhaltigen Entwicklung“ sind die drei Säulen sowie die inter- und intragenerationelle Gerechtigkeit der größte gemeinsame Nenner.  Auch viele bedeutende Umsetzungen zielen auf die drei Säulen ab, beispielsweise die Weltgemeinschaft mit Punkt I.2 des Johannesburg-Implementierungsplans (Weltgipfel für nachhaltige Entwicklung) oder die Europäische Gemeinschaft in Art. 1 des EG-Vertrags (Vertrag zur Gründung der Europäischen Gemeinschaft). Somit ist festzuhalten, dass die drei Säulen immer noch einen wichtigen Ausgangspunkt vieler Nachhaltigkeits-Diskussionen darstellen, da sie pragmatisch sind und großen Konsens als magisches Zielbündel einer „nachhaltigen Entwicklung“ finden. Die Ziele sollen hierbei gemäß der Johannesburg-Konferenz (Weltgipfel für nachhaltige Entwicklung) stets Säulen sein, die voneinander abhängig sind und sich gegenseitig unterstützen (engl.: „interdependent and mutually reinforcing pillars“).

## Weiterentwicklung

### Integrierter Nachhaltigkeits-Ansatz
Das Drei-Säulen-Modell wurde vom Forschungszentrum Karlsruhe im Rahmen einer großen Studie weiterentwickelt. Zentral ist dabei die Erweiterung um die institutionelle Dimension, die Operationalisierung, dimensionsübergreifende Nachhaltigkeitsziele wie die „Sicherung der menschlichen Existenz“, „Erhaltung des gesellschaftlichen Produktivpotentials“ und „Bewahrung der Entwicklungs- und Handlungsmöglichkeiten“, sowie die Integration der Intra- und intergenerativen Aspekte von Gerechtigkeit:
„Dabei wird nicht von der beschränkten Perspektive der einzelnen Dimensionen ausgegangen, sondern es werden - in integrierender Sichtweise - drei generelle dimensionsübergreifende  Nachhaltigkeitsziele auf die Dimensionen projiziert und mit dem - in verschiedenen Diskursen verkörperten - ‚Eigenlogiken‘ der einzelnen Dimensionen vermittelt. Das Ergebnis sind Operationalisierungen der generellen Ziele hinsichtlich nachhaltigkeitsrelevanter konstitutiver Elemente der einzelnen Dimensionen in Form von „Regeln“. Die generellen Nachhaltigkeitsziele im Einzelnen sind „Sicherung der menschlichen Existenz“, „Erhaltung des gesellschaftlichen Produktivpotentials“ und „Bewahrung der Entwicklungs- und Handlungsmöglichkeiten“. Sie repräsentieren sowohl fundamentale normative Gerechtigkeitsprinzipien der Nachhaltigkeit in der Bewahrungs- bzw. Entwicklungsdimension als auch deren allgemeinste analytisch-funktionale Prämissen. Intra- und intergenerative Aspekte von Gerechtigkeit werden in diesem Zusammenhang als gleichrangig und in anthropozentrischer Perspektive gesehen“.

### Integrierende Darstellung

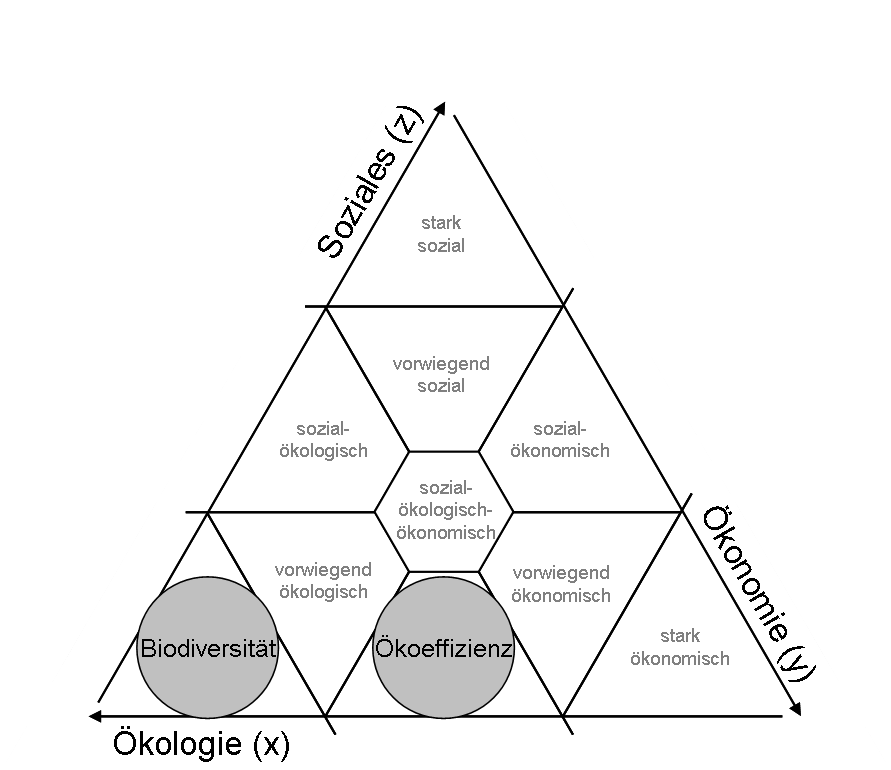
Das integrierende Nachhaltigkeits-Dreieck erlaubt die kontinuierliche Zusammenführung der drei Dimensionen Ökologie, Ökonomie und Soziales.

Wird das Drei-Säulen-Modell jedoch beibehalten, so ist dieses den Erfordernissen einer integrierten Darstellung anzupassen. Hier bietet sich die Übernahme eines in technischen und naturwissenschaftlichen Bereichen verbreiteten Dreiecksdiagramm an. Das Diagramm, das auch als Gibbsches Dreieck bekannt ist, bildet ein Gemisch aus drei Komponenten ab (x+y+z=100 %). In diesem Sinne muss Abschied von der Vorstellung dreier isolierter Säulen genommen werden. Stattdessen sind die Säulen als Dimensionen aufzufassen, denen Nachhaltigkeitsaspekte kontinuierlich zugeordnet werden können. Beispielsweise betrifft die Ökoeffizienz als ökonomisch-ökologisches Konzept zwei Dimensionen gleichermaßen (50 % Ökonomie + 50 % Ökologie), während die Biodiversität vorwiegend als ein ökologisch dominiertes Thema (ca. 100 % Ökologie) anzusehen ist. Das zentrale Feld steht für eine Position mit drei, etwa gleich großen Erklärungsbeiträgen. Im Integrierenden Nachhaltigkeitsdreieck lassen sich alle möglichen Kombinationen darstellen.
Diese integrierende Darstellungsweise ermöglicht eine wesentlich differenziertere Analyse, zielgenauere Einbindung anderer Konzepte (z. B. Ökoeffizienz) und zugleich eine synoptische Zusammenstellung. Gegenüber früheren Ansätzen für ein Magisches Nachhaltigkeitsdreieck nutzt das Integrierende Nachhaltigkeitsdreieck die Innenfläche aus und betont das Zusammenwirken der drei Nachhaltigkeitsdimensionen. Es ist für viele weitere Anwendungen wie u. a. Nachhaltigkeitsbewertung, Sammlung von Indikatoren oder inhaltliche Gliederungen (beispielsweise www.agenda21.rlp.de) geeignet.